# Bampton Grange
Bampton Grange – wieś w Anglii, w Kumbrii. Leży 41 km na południe od miasta Carlisle i 381 km na północny zachód od Londynu.